# Trond Helleland

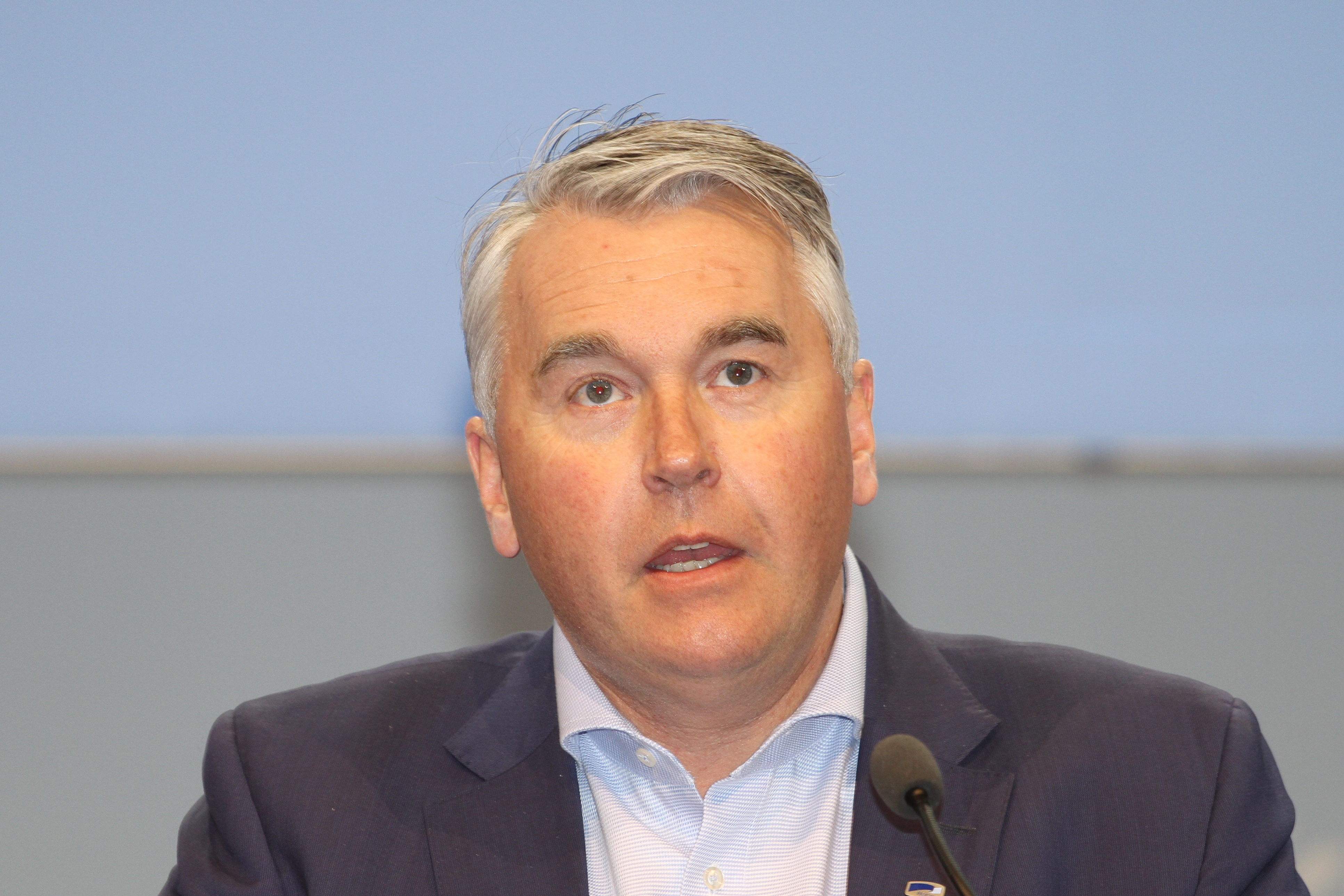
Trond Helleland, 2017

Trond Helleland (* 10. Juli 1962 in Kvam) ist ein norwegischer Politiker der konservativen Partei Høyre. Seit 1997 ist er Abgeordneter im Storting, von Oktober 2013 bis September 2021 war er dabei Fraktionsvorsitzender der Høyre-Fraktion.

## Leben
Helleland schloss im Jahr 1981 seine Schulzeit am Gymnasium Hallingdal ab. Danach studierte er von 1981 bis 1982 American Studies am Concordia College in Moorhead. Im Jahr 1989 schloss er sein Studium der Staatswissenschaften, Geschichte und des öffentlichen Rechts an der Universität Oslo ab. In dieser Zeit war er auch in der Jugendorganisation Unge Høyre engagiert. Helleland stand der Unge Høyre von 1986 bis 1988 vor und fungierte von 1987 bis 1989 als Vizepräsident der Nordisk Ungkonservativ Union, einem Verband von nordischen konservativen Jugendlichen.
Im Jahr 1989 war er als Sekretär der Partei Høyre in der damaligen Provinz Buskerud tätig, von 1990 bis 1998 stand er der Partei dort vor. Als politischer Berater für EU-politische Angelegenheiten der Høyre-Fraktion im Storting kam er im Jahr 1994 zum Einsatz. Ab 1995 arbeitete Helleland zudem für die Fylkeskommune Buskerud. Zudem saß er zwischen 1987 und 1995 im Fylkesting von Buskerud und von 1995 bis 1999 im Kommunalparlament von Drammen.
Helleland zog bei der Parlamentswahl 1997 erstmals in das norwegische Nationalparlament Storting ein. Er vertritt dort den Wahlkreis Buskerud und wurde zunächst Mitglied im Ausschuss für Familie, Kultur und Verwaltung, bevor er nach der Wahl 2001 Vorsitzende des Justizausschusses wurde. Im Anschluss an die Stortingswahl 2005 ging er in den Transport- und Kommunikationsausschuss über, im Anschluss an die Parlamentswahl 2013 wechselte er in den Außen- und Verteidigungsausschuss. Dort verblieb er auch nach der Wahl 2017. Im Oktober 2009 wurde Helleland Teil des Fraktionsvorstands der Høyre-Gruppierung im Storting, am 17. Oktober 2013 übernahm er den Fraktionsvorsitz. Er blieb in dieser Position bis September 2021. Im Anschluss an die Stortingswahl 2021 übernahm er den zweiten stellvertretenden Vorsitz im Transport- und Kommunikationsausschuss.
Trond Helleland ist mit der Høyre-Politikerin Linda Hofstad Helleland verheiratet.